# 吉村伊助
4代 吉村 伊助（よしむら いすけ、1873年1月23日 - 1928年3月15日）は、兵庫県城崎郡日高村（現・豊岡市）出身の実業家・政治家。株式会社吉村商店を設立して縮緬（丹後ちりめん）製造業を営み、峰山町長や衆議院議員（2期）を務めた。

## 経歴

### 青年時代

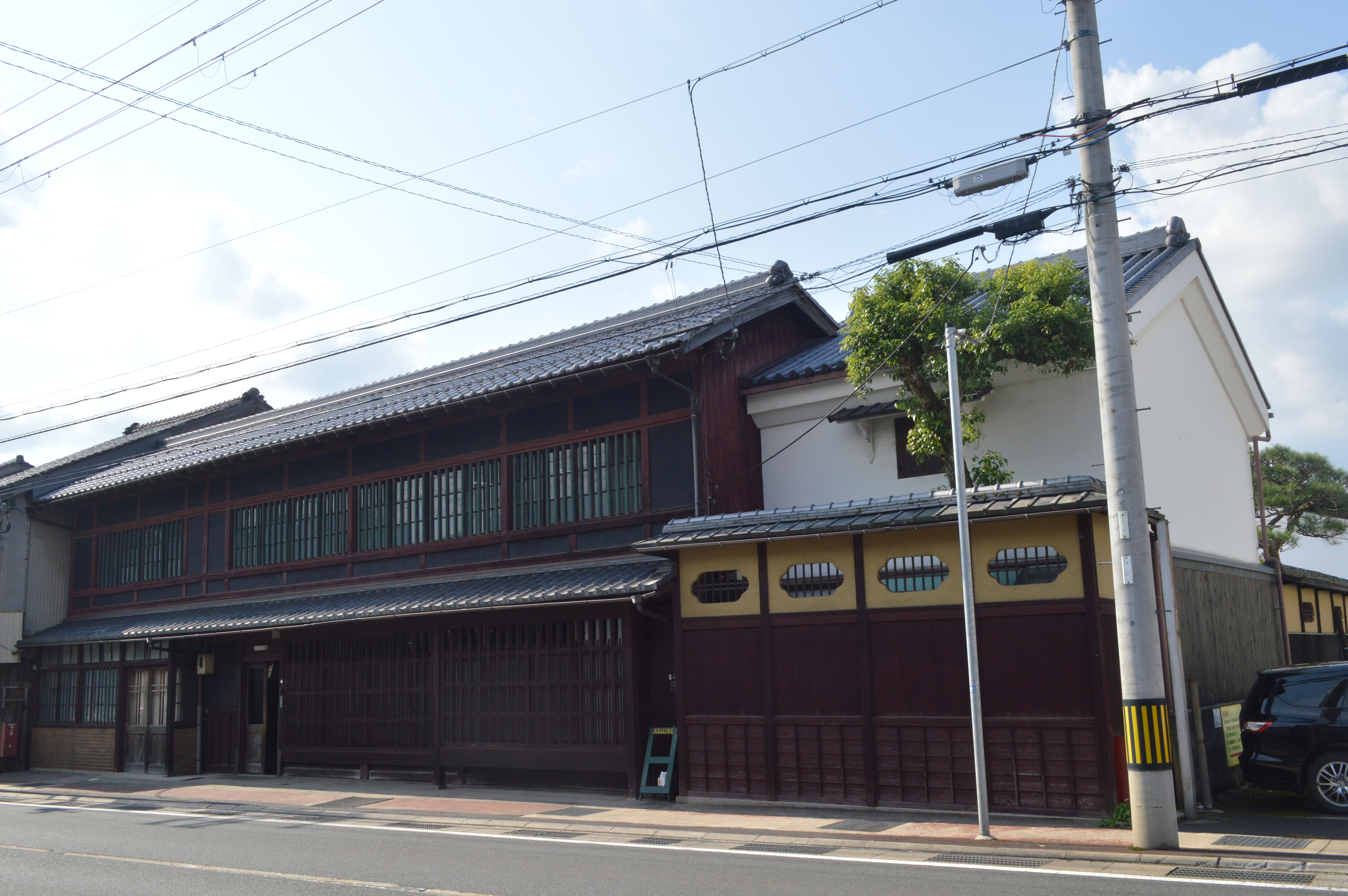
吉村家住宅（吉村商店峰山支店）

1873年（明治6年）1月、兵庫県城崎郡日高村（現・豊岡市）の太田治右衛門の二男として生まれた。幼名は新太郎。1880年（明治15年）2月13日生まれとされることもあり、京都府出身とされることもある。長兄の太田寿之助は江原銀行株式会社専務取締役などを務めている。
小学校卒業後に京都市の西本願寺経営学校で学んだ。高等商業学校（後の旧制東京商科大学、現・一橋大学）を卒業したとされることもある。1896年（明治29年）、京都府中郡峰山町の3代吉村伊助（弥右衛門）の二女・千代と結婚し、吉村家の婿養子となった。30歳の時に吉村家の家督を継いで吉村伊助を襲名した。吉村商店は天保元年（1830年）に吉村金次郎によって創業され、1870年（明治3年）には3代吉村伊助によって京都の四条室町に本店が開設されていた。

### 家督相続後

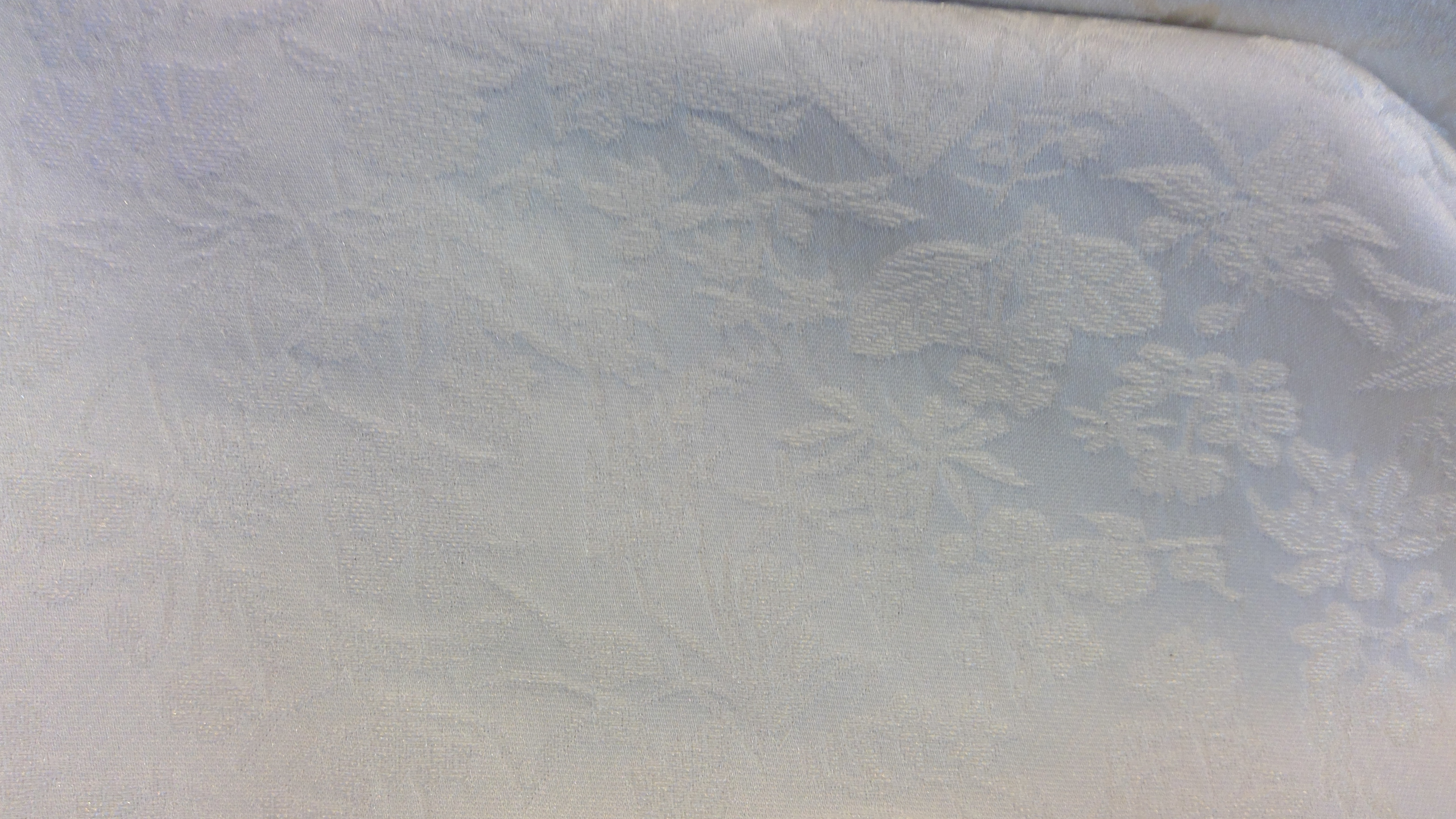
丹後ちりめん

1907年（明治40年）には峰山町長に就任した。1909年（明治42年）には丹後縮緬商組合の初代組合長に就任した。1916年（大正5年）に峰山町長を退任した。1919年（大正8年）9月12日、吉村伊助が10万円を寄付して財団法人吉村財団が組織され、9月13日付で文部大臣と内務大臣に対して設立を申請すると、1920年（大正9年）2月10日に許可を受けた。吉村財団は学生に対する奨学金の支給、貧困者の生活支援、京都府立工業学校の充実などを手掛けた（1966年解散）。
1919年（大正8年）には別邸として桜山荘を建設した。建物の施工は棟梁の山田七蔵であり、造園師の本井正五郎が作庭した借景式庭園の桜山荘庭園を有する。与謝野鉄幹・与謝野晶子夫妻も桜山荘を訪れたことがある。1920年（大正9年）には株式会社吉村商店を設立した。1921年（大正10年）頃には伏見の伏見稲荷大社に鳥居を奉納した。金刀比羅神社にも玉垣を寄進している。
丹後地方を象徴する産業として丹後ちりめんがあるが、かつては精錬前に京都市の問屋へ出荷することが多かったため、問屋による重量のごまかしや不正な取引も散見された。そこで、1925年（大正14年）1月に丹後縮緬精錬倉庫株式会社を設立して社長に就任すると、1928年（昭和3年）の国練検査制度の創設に尽力した。これらの取り組みは品質の向上や信用の向上につながり、丹後ちりめんは飛躍的な発展を遂げた。一方で、1927年（昭和2年）3月7日には峰山町を震源とする北丹後地震が発生し、吉村商店も甚大な被害を受けたほか、丹後地方全体では約5600台の織機が失われた。

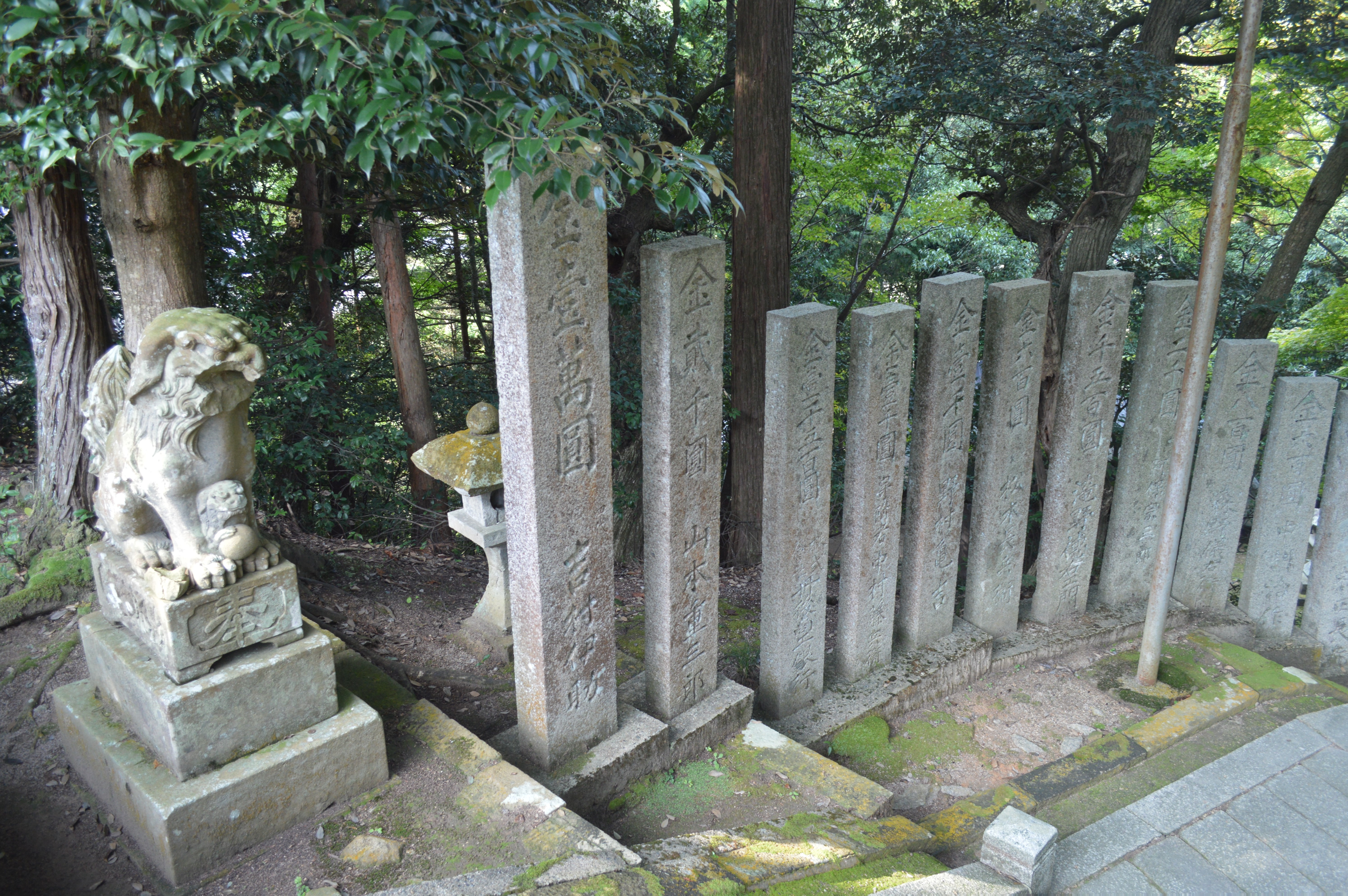
金刀比羅神社に寄進した玉垣

実業家としては丹後縮緬三郡同業組合、京都府蚕糸同業組合各連合会会長、丹後商業銀行専務取締役、三丹電気株式会社社長、備中電気株式会社社長、北木電気株式会社社長、丹後織物株式会社社長、丹後商品取引株式会社社長、丹後精錬倉庫株式会社社長を歴任した。公職としては所得審査委員や地方森林会議員も務めた。
1921年（大正10年）には峰山町会議員に就任した。1923年（大正12年）には京都府会議員に当選し、京都府会議長も務めた。1924年（大正13年）の第15回衆議院議員総選挙において、京都7区から無所属で立候補して初当選した。
1915年（大正4年）7月31日には峰山町に上水道が敷設されたが、工費の多くは吉村伊助の特別寄付金によるものだったため、1925年（大正14年）8月には旧御館跡の西岡に「吉村伊助君紀功碑」が建立された。峰山陣屋跡の西側、金峯神社奥宮の参道入口近くである。撰文は池田宏京都府知事。1926年（大正15年）時点では京都府で4番目の多額納税者だった。
その後は立憲政友会に入り、1928年（昭和3年）の第16回衆議院議員総選挙において京都3区から立候補してトップで再選したが、当選後の3月15日に病気によって死去した。死去日を持って正六位を追贈された。後継者は吉村弥太朗。

## 親族
- 義父：3代吉村伊助 - 天保元年（1831年）、丹後国竹野郡（現・京都府京丹後市弥栄町）に石田伊兵衛の長男として生まれた。幼名は石田弥太郎。安政4年（1858年）11月に吉村家の家督を継いで3代吉村伊助を襲名した。1870年（明治3年）には京都に本店を開設した。
- 義母：むめ
  - 本人：4代吉村伊助
  - 妻：千代
    - 婿養子：吉村猛夫 - 1895年（明治28年）8月生[4]。貞の夫。
    - 娘：貞 - 1896年（明治29年）6月生[4]。猛夫の妻。
    - 娘：文子 - 1899年（明治32年）6月生[4]。
    - 長男：5代吉村伊助（吉村弥太郎） - 1905年（明治38年）10月生[4]。
    - 四女：実枝 - 1909年（明治42年）1月生[4]。
    - 五女：静子 - 1913年（大正2年）3月生[4]。
    - 二男：吉村順二郎 - 1915年（大正4年）7月生[4]。